# 선더캣
스티븐 리 브루너(Stephen Lee Bruner, 1984년 10월 19일 ~ )는 미국 로스앤젤레스 출신의 음악가, 가수, 레코드 프로듀서, 작곡가이다. 예명인 선더캣(Thundercat)으로 알려져 있다.
크로스오버 스래시 밴드 수어사이들 텐던시즈(Suicidal Tendencies)의 구성원이었다가 펑크, 소울, 재즈 퓨전으로 장르를 옮겼다. 프로듀서 플라잉 로터스(Flying Lotus)와의 작업과 켄드릭 라마의 2015년 앨범 《To Pimp a Butterfly》에 참여한 것으로 알려져 있다. 2016년 《To Pimp a Butterfly》의 트랙 〈These Walls〉으로 그래미 어워드 최우수 랩/성 컬래버레이션을 수상했다. 2020년 네번째 스튜디오 앨범 《It Is What It Is》로 그래미 어워드 최우수 프로그래시브 R&B 앨범을 수상했다.